# Hochbauamt Bremen

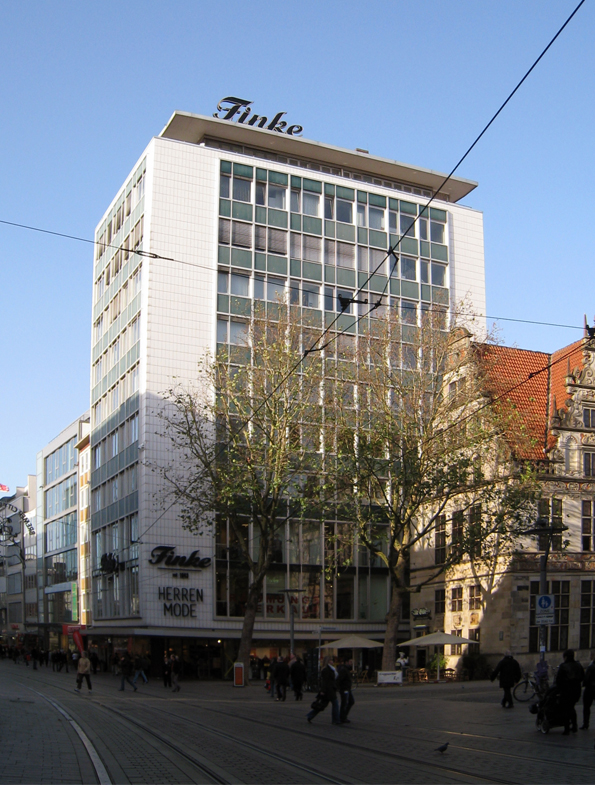
Finke-Hochhaus, lange Zeit Dienstsitz des HBA

Das Hochbauamt Bremen (HBA) war ein Amt, das für die Stadt Bremen und das Land Bremen (Landesbauten) seit dem Ende des 19. bis zum Ende des 20. Jahrhunderts als staatliches Bauamt im Hochbau wirkte.

## Geschichte

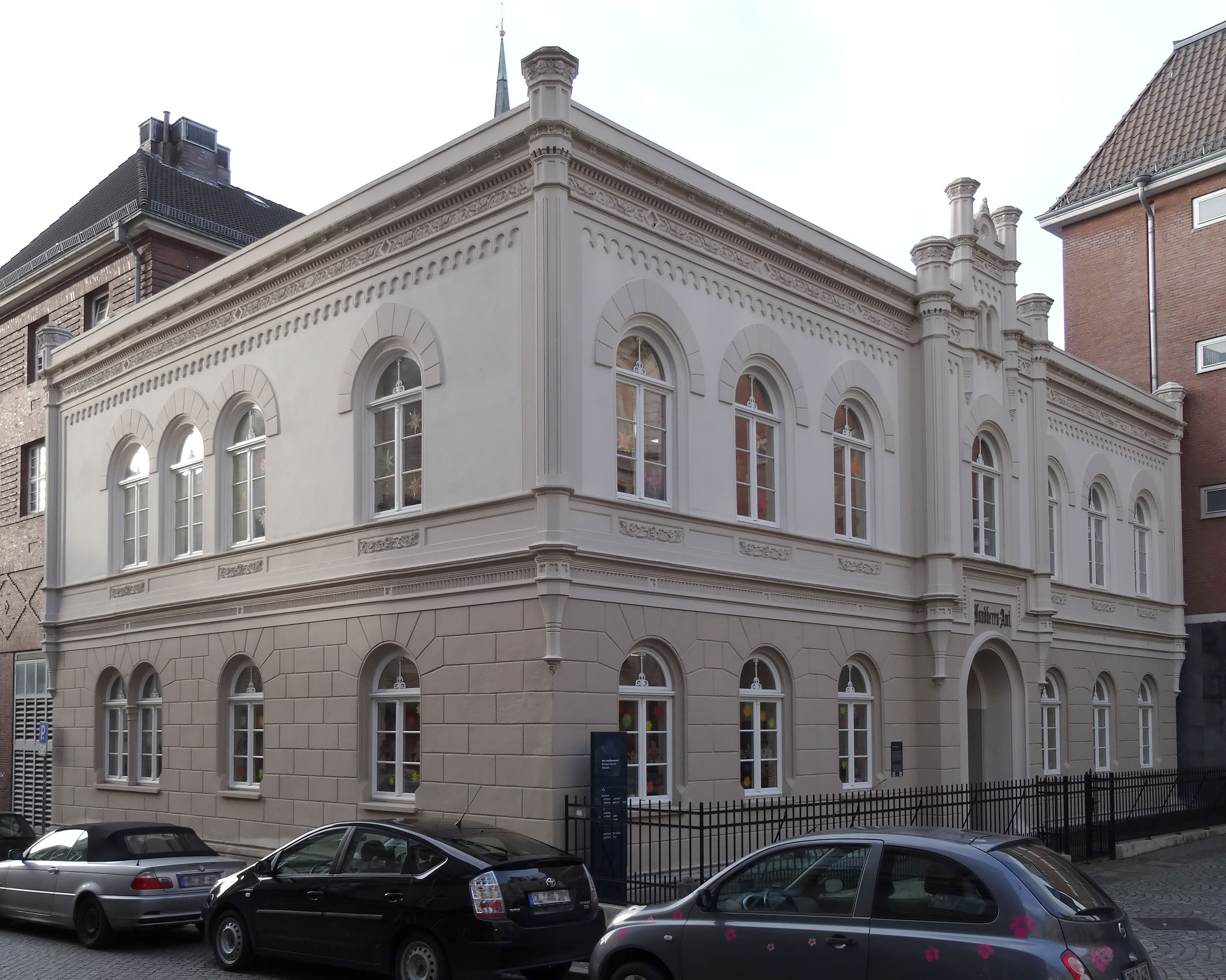
Landherrn-Amt, 1857

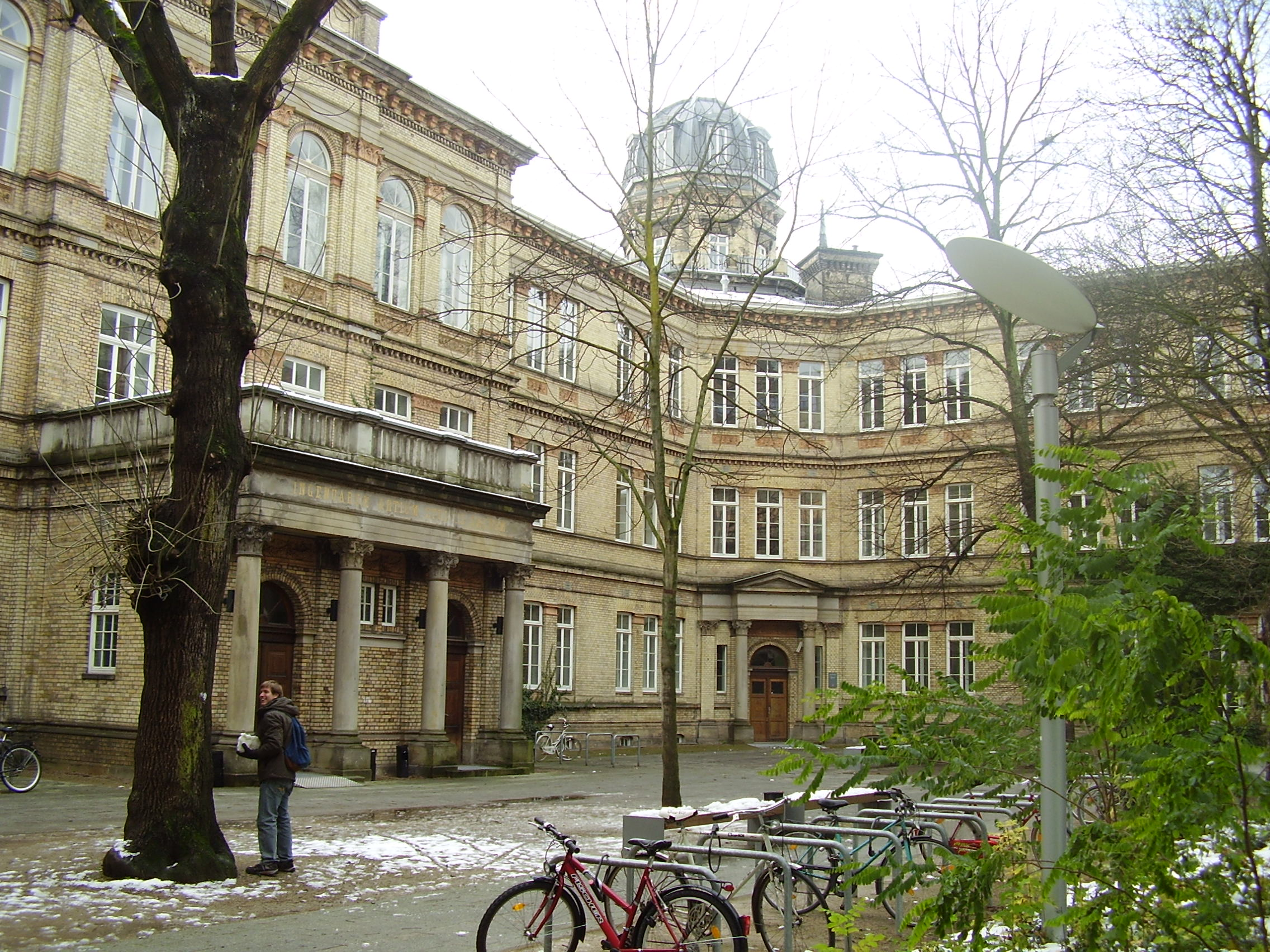
Schule Dechanatstraße, 1875

Schule Langemarckstraße, 1894

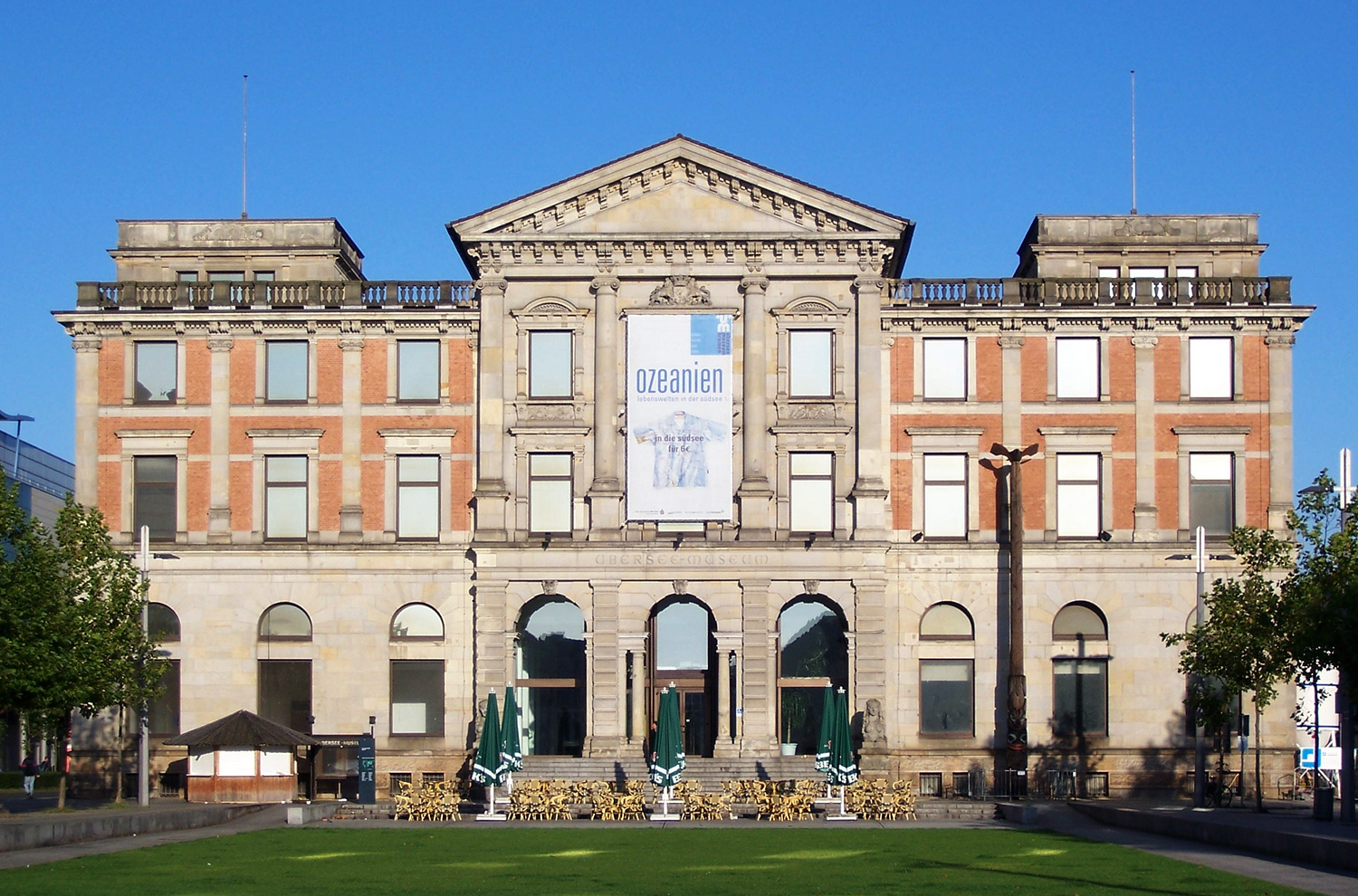
Übersee-Museum, 1896

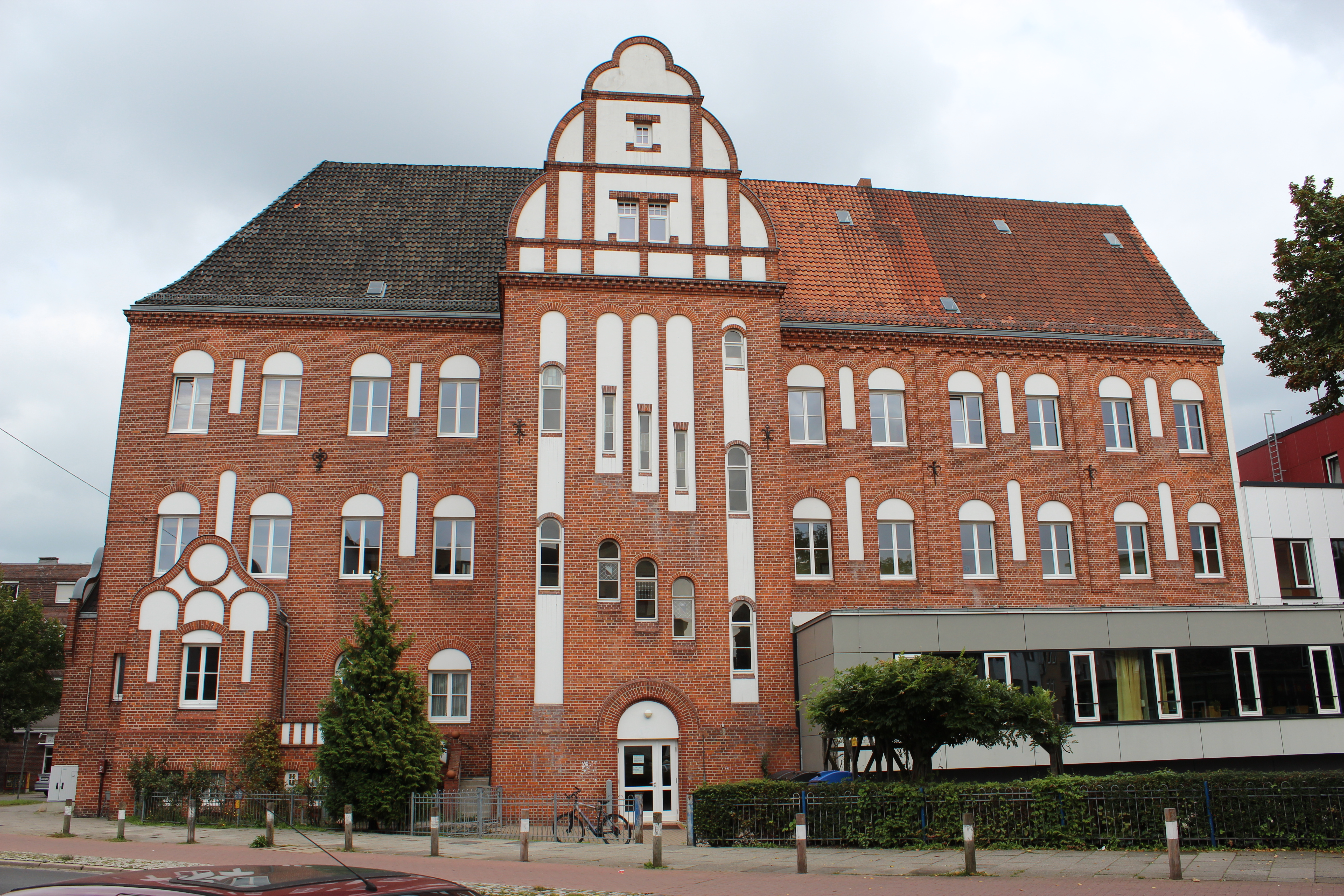
Schule am Steffensweg, 1905

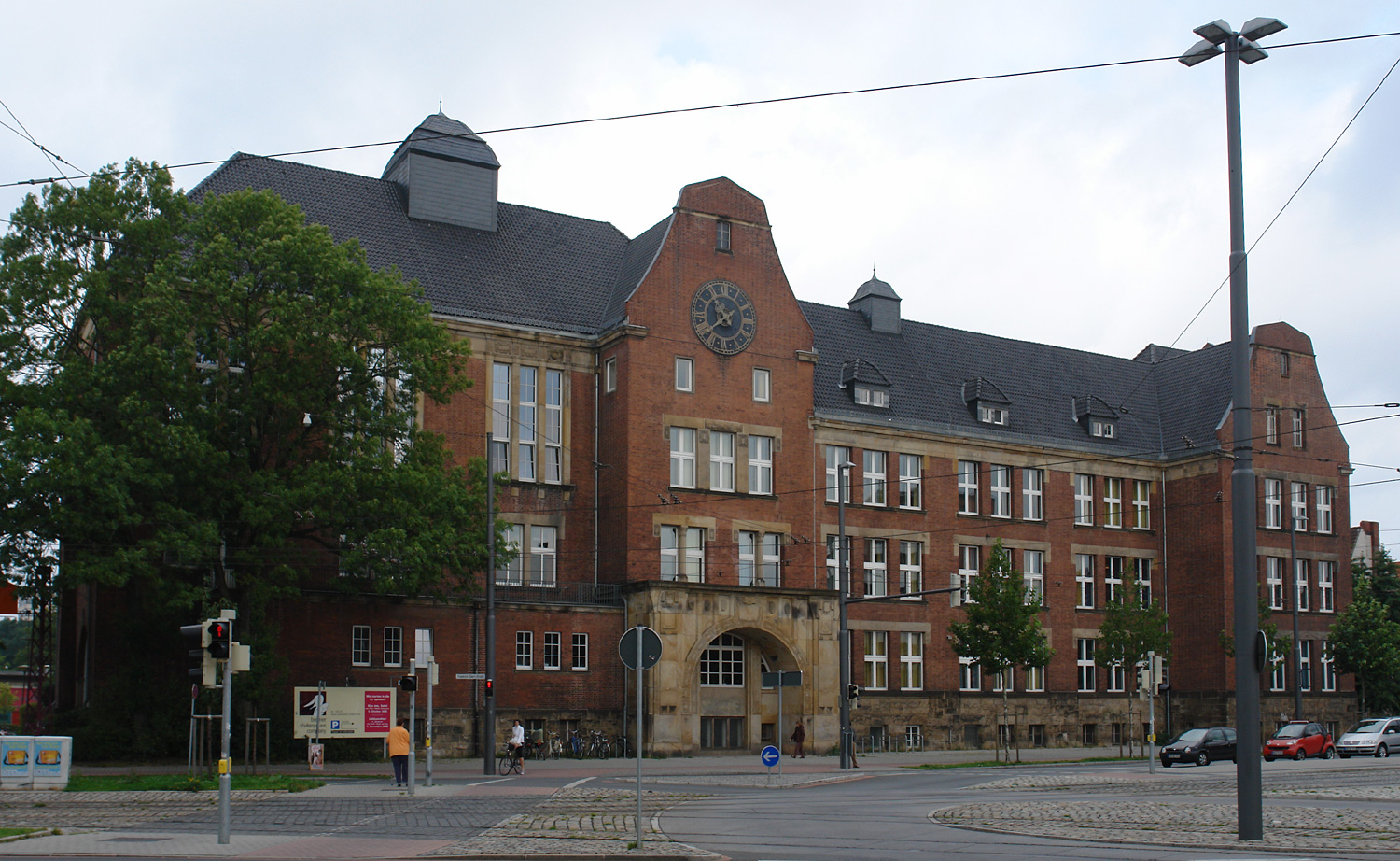
Schule am Leibnizplatz, 1909

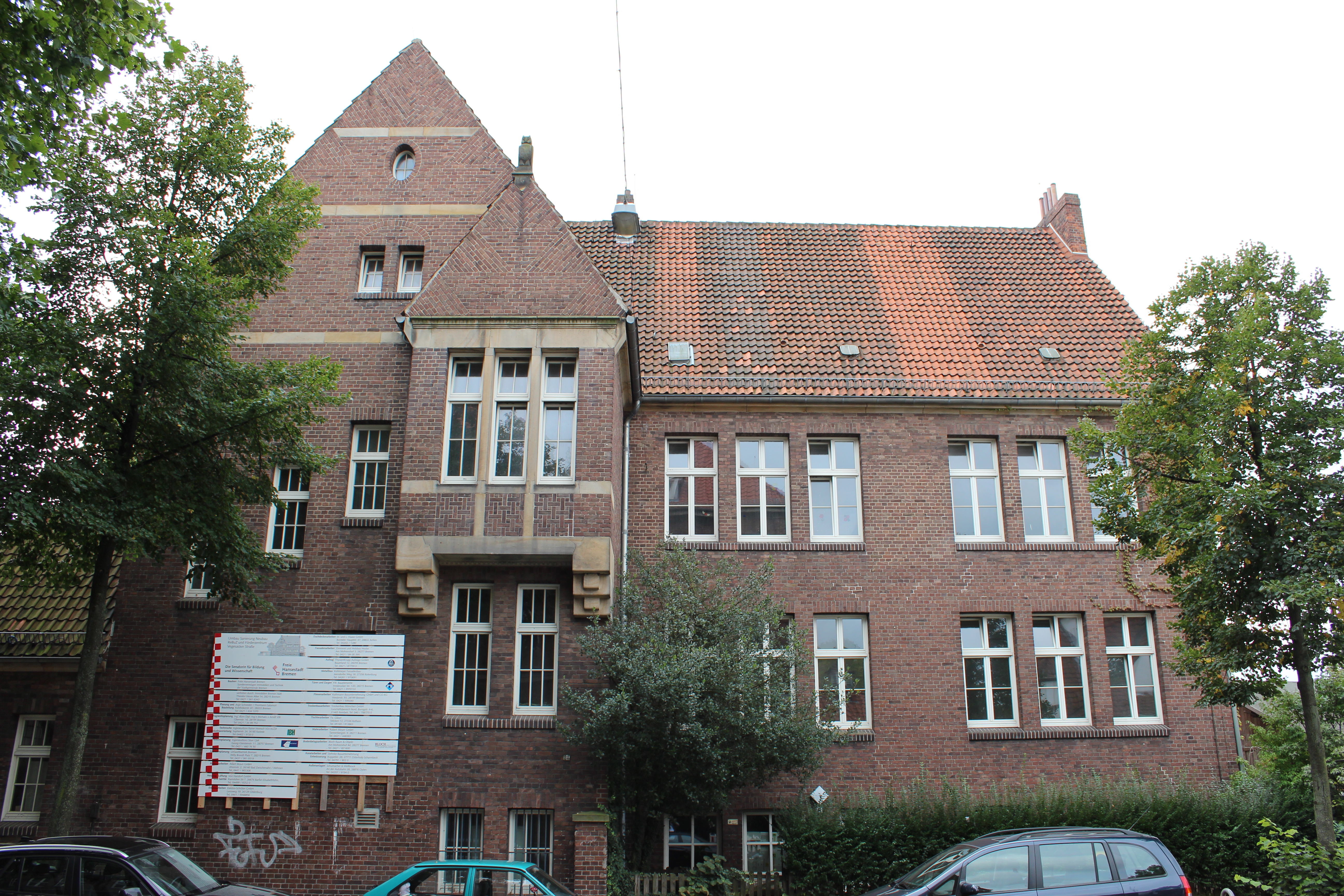
Schule Vegesacker Straße, 1911

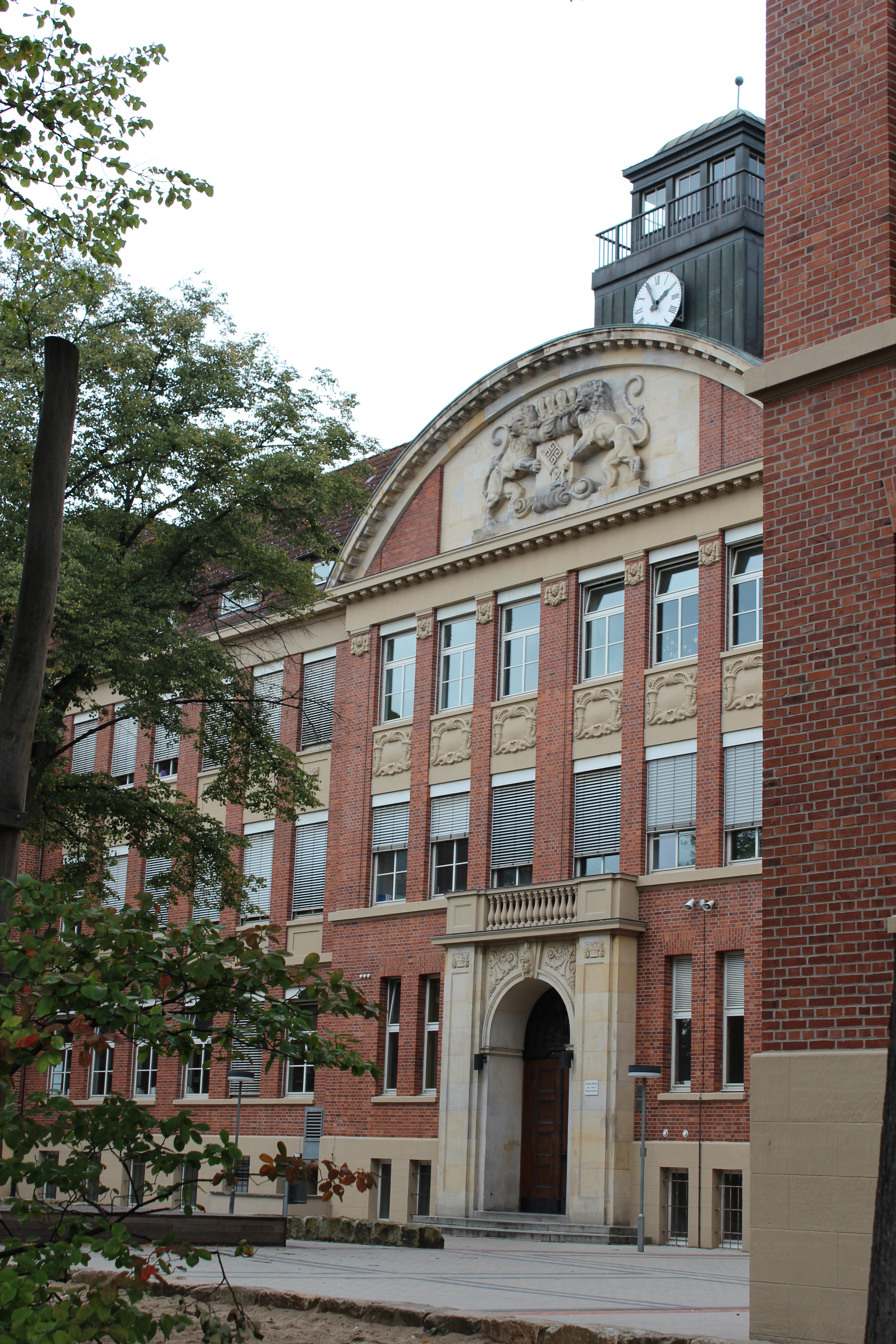
Schulzentrum Waller Ring, 1913

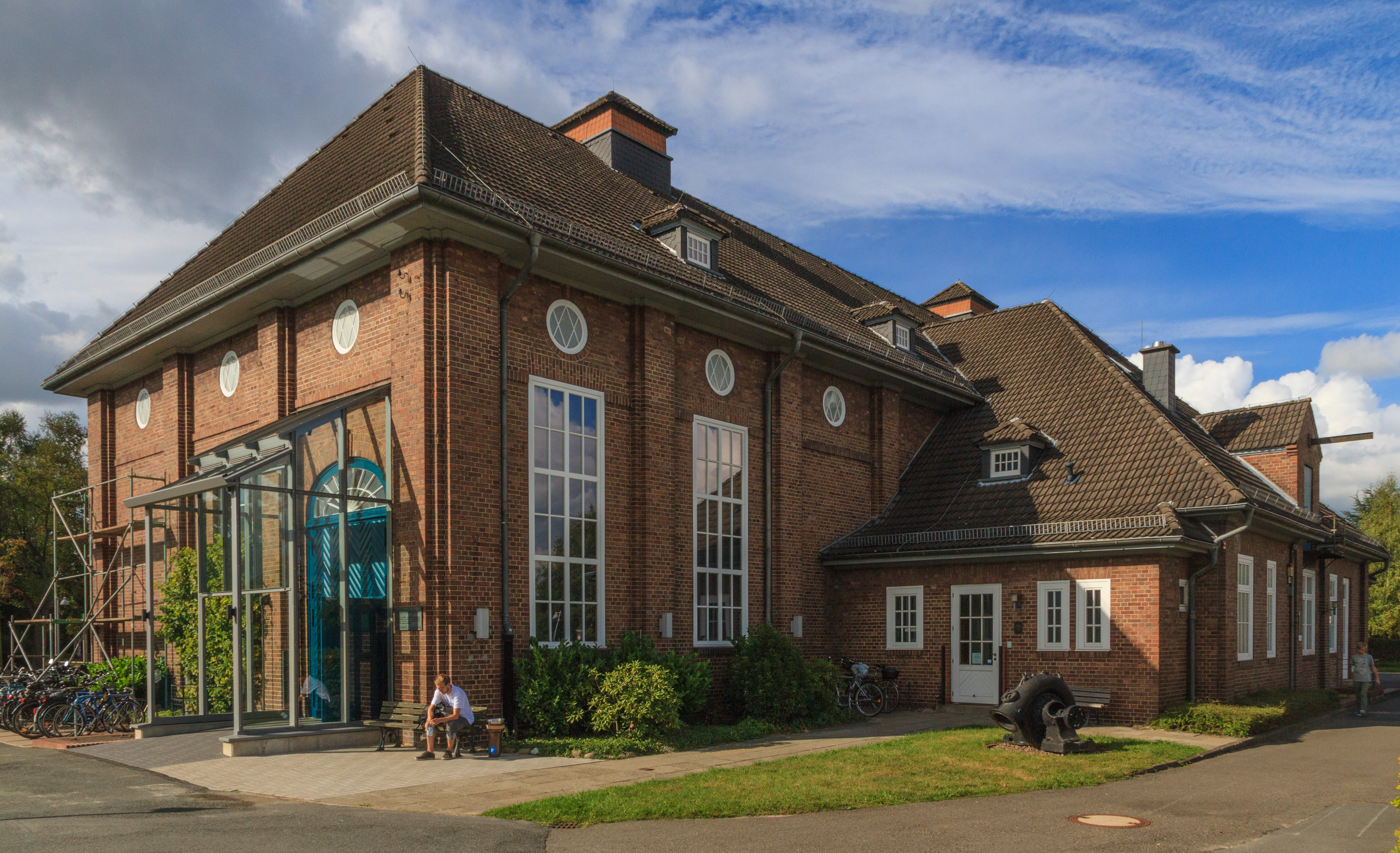
Pumpwerk, 1915

Vor der Gründung einer Hochbauinspektion war u. a. Friedrich Moritz Stamm (1794–1843) in Bremen seit 1922 als Bauinspektor für den Neubau der öffentlichen Bauten tätig. 1839 wurde Stamm zum Stadtbaudirektor ernannt. Ihm folgte Alexander Schröder, der 1846 Baurat der Stadt wurde und bald nach 1847 Baudirektor.

### 1870 bis 1918
In den 1870er Jahren war das Bauwesen in Bremen der Baudeputation unterstellt, in der drei Senatoren Mitglieder waren. Die Baudeputation hatte die fünf Abteilungen für Allgemeine Bauverwaltung, Hochbau, Straßenbau, Wegbau und Wasserbau. Die oberste technische Behörde war die Baudirektion, die der Oberbaudirektor leitete, und die einen Bauinspektor als Vertreter und einen Baumeister „als Hilfsarbeiter“ hatte. Die Bearbeitung von Projekten war Angelegenheit mehrerer dem Oberbaudirektor unterstellten Bauinspektionen. Es bestanden um 1900 die Bauinspektionen (auch Bauabteilungen genannt) für Hochbau, Straßenbau und Kanalisation, Deich- und Wegebau, Wasserbau sowie für Freibezirke [= Freihafen] und Holzhafen in Bremen, für Hafenbau in Bremerhaven  und für die Weserkorrektion der Unterweser. 1876 waren dafür sieben Bauinspektoren, vier Ingenieure und 17 Bauaufseher angestellt. 1899 waren es acht Bauinspektoren, 32 Baumeister und Ingenieure und 60 Bauaufseher und Zeichner. 1899 wurden 11,66 Mio. Mark für das Bauwesen ausgegeben.
Die Reorganisation des Bauwesen vom 10. Juni 1870 ist das Gründungsdatum der Hochbauinspektion und somit des Hochbauamtes Bremen. Es folgten 1974 weitere Reorganisationen, welche die Bremische Bürgerschaft zustimmte.
1875 wurde Ludwig Franzius Oberbaudirektor; er war hauptsächlich für die Weserkorrektion zuständig.
Erster Bauinspektor der Hochbauinspektion Bremen war von 1874 bis 1899 Heinrich Flügel.

Bauinspektor und ab 1901 Baurat Hugo Weber wurde 1899 Leiter der Hochbauinspektion.
1907 teilte der Senat mit, dass zur Entlastung des Oberbaudirektors zwei neue Baudirektoren für Hochbau und für Ingenieurbau (Tiefbau) eingestellt werden. Den Bereich Hochbau leitete seit 1908 der vormalige Dombaumeister Ernst Ehrhardt als Baudirektor. Ihm unterstanden die beiden Bauinspektionen.

Der Hochbau sollte nun in zwei Abteilungen erfolgen und zwar für Allgemeine Staatsbauten (Verwaltung, Justiz, Volksschulwesen) und für Gesundheitswesen, höheres Schulwesen, sonstige Bildungszwecke und technische Bauten. Eine Personalaufstockung führte zu 29 Mitarbeitern der I. Bauinspektion (Allgemeine Verwaltung und links der Weser) und 25 Mitarbeitern bei der II. Bauinspektion (rechts der Weser).
Leiter der II. Hochbauinspektion bzw. des II. HBA war danach Baurat, später Baudirektor Wilhelm Knop.
Gemäß dem Senatsprotokoll vom 28. Februar 1913 wurden die Bezeichnungen geändert von
- Hochbauinspektion I. bzw. II. in Hochbauamt I. und II.
- Tiefbauinspektion I. bis III. in Straßenbauamt I. und II. sowie Kanalbauamt.

Auch die weiteren fünf Inspektionen wurden zu Ämtern umbenannt.

### Bauten bis 1918
Alexander Schröder war schon seit 1846 im Dienst der Stadt Bremen, später als Baurat. Er gestaltete zahlreiche öffentliche Bauten wie u. a. Krankenhaus an der Sankt-Jürgen-Straße (1851), Schule an der Schmidtstraße (1854), Schule am Buntentorsteinweg (1861), Strafanstalt in Oslebshausen (1873, mit Rippe), Altes Gymnasium (1875)
Johannes Rippe war Baumeister, später Bau-Inspektor und dann Baudirektor der Bremischen Bauverwaltung. Er wirkte seit Ende der 1860er Jahre bis 1876 unter Schröder und beide entwarfen gemeinsam mehrere Bauten im Stil der Neugotik. Später entwarf er auch im Stil der Neorenaissance.
Heinrich Flügel, von 1874 bis 1899 Bauinspektor, plante u. a.: Schule Lessingstraße (1877), Gebäude im St.-Remberti-Stift, Gymnasium an der Hamburger Straße (1885), Freischule Kantstraße (1892), Schule Langemarckstraße (1894), Schule Elisabethstraße (1896), Übersee-Museum (1896), Gymnasium an der Hamburger Straße (1897).
Hugo Weber plante u. a.: Volksschule Grenzstraße (1902, mit Architekt Neumann), Technikum Bremen, heute M-Trakt der Hochschule Bremen Langemarckstraße (1903), Volksschule, Auf der Hohwisch (1903), Schule am Steffensweg (1905), Volksschule Elsflether Straße (1906), Volksschule Hemelinger Straße (heute Gesamtschule Bremen-Mitte, 1909), Freischule Buntentorsteinweg (1909), Pathologie Krankenhauses Bremen (1913), Schulzentrum Waller Ring (mit Hans Ohnesorge, 1913), Lyzeum Kleine Helle (mit Hans Ohnesorge, 1916).
Wilhelm Knop plante u. a.: Schule am Leibnizplatz (mit Max Fritsche, 1909), Volksschule am Holzhafen in Walle (mit Fritsche, 1910), Hilfsschule Vegesacker Straße (mit Baumeister Karl August Oehring, 1911), Volksschule am Pulverberg (mit Oehring, 1911) Volksschule Nürnberger Straße in Findorff (1912), Hilfsschule I an der Mainstraße 18 (mit Oehring, 1913), Hilfsschule Gothaer Straße in Findorff, (mit Oehring, 1914), Volksschule Helgolander Straße (mit Oehring, 1916), Volksschule Kornstraße an der Kornstraße (mit Baurat Fritsche, 1916).
Regierungsbaumeister, später Oberbaurat, Hans Ohnesorge plante u. a.: Polizeiwache Woltmershausen (1910), Schulzentrum Waller Ring (mit Weber, 1913), Lyzeum Kleine Helle (mit Weber, 1916), Schutzpolizeigebäude „Kommando Hafen“ (mit Oehring und Müller, 1925).

Baumeister Ludwig Beermann plante u. a.: Überseemuseum (mit Flügel, 1892), Schule an der Schleswiger Straße (1901), Schule an der Oslebshauser Heerstraße (1907), Zollamt Holzhafen und Feuerwache 5 Bremen (1907).

### Nach 1918

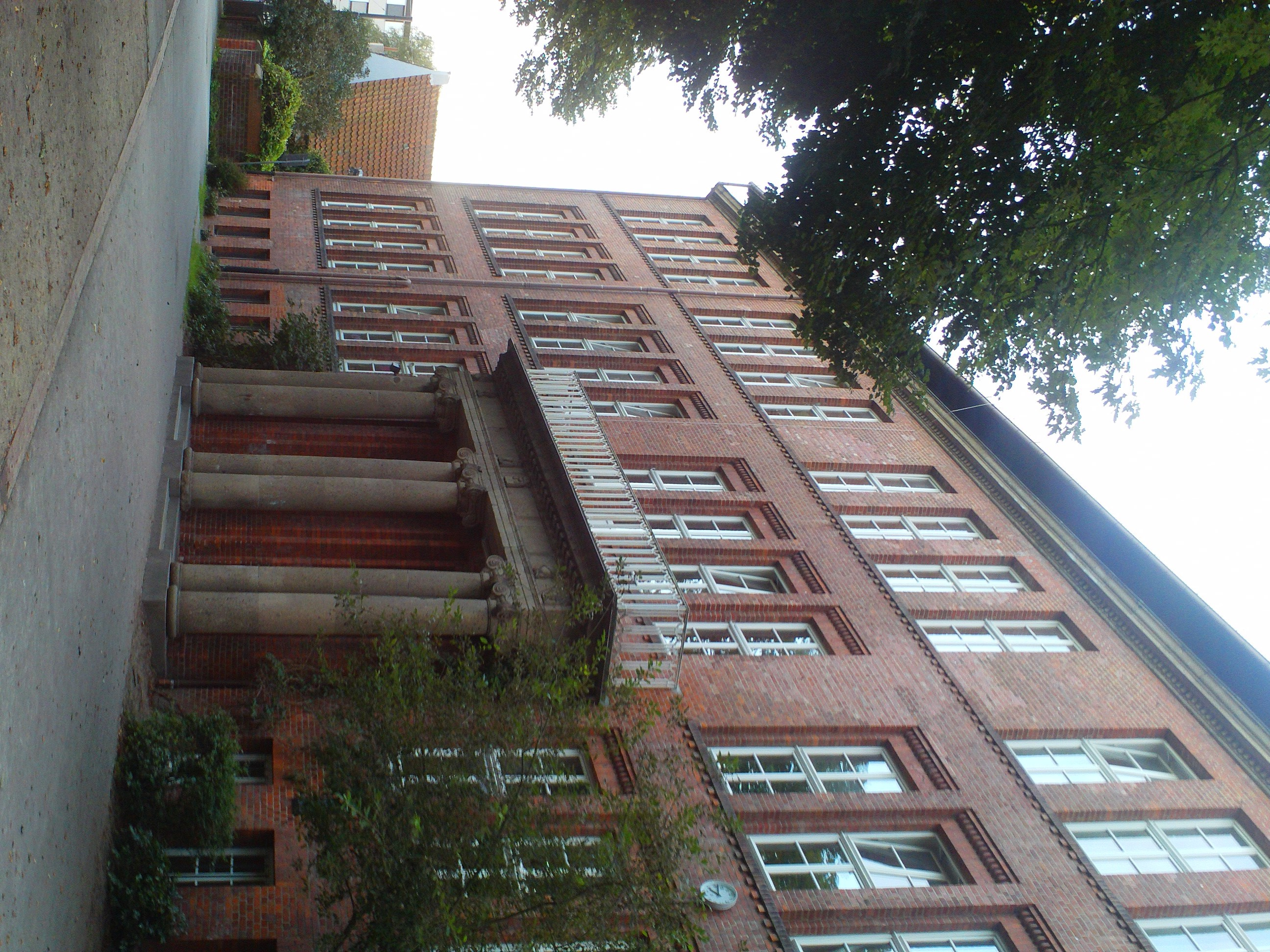
Schule Stader Straße, 1921

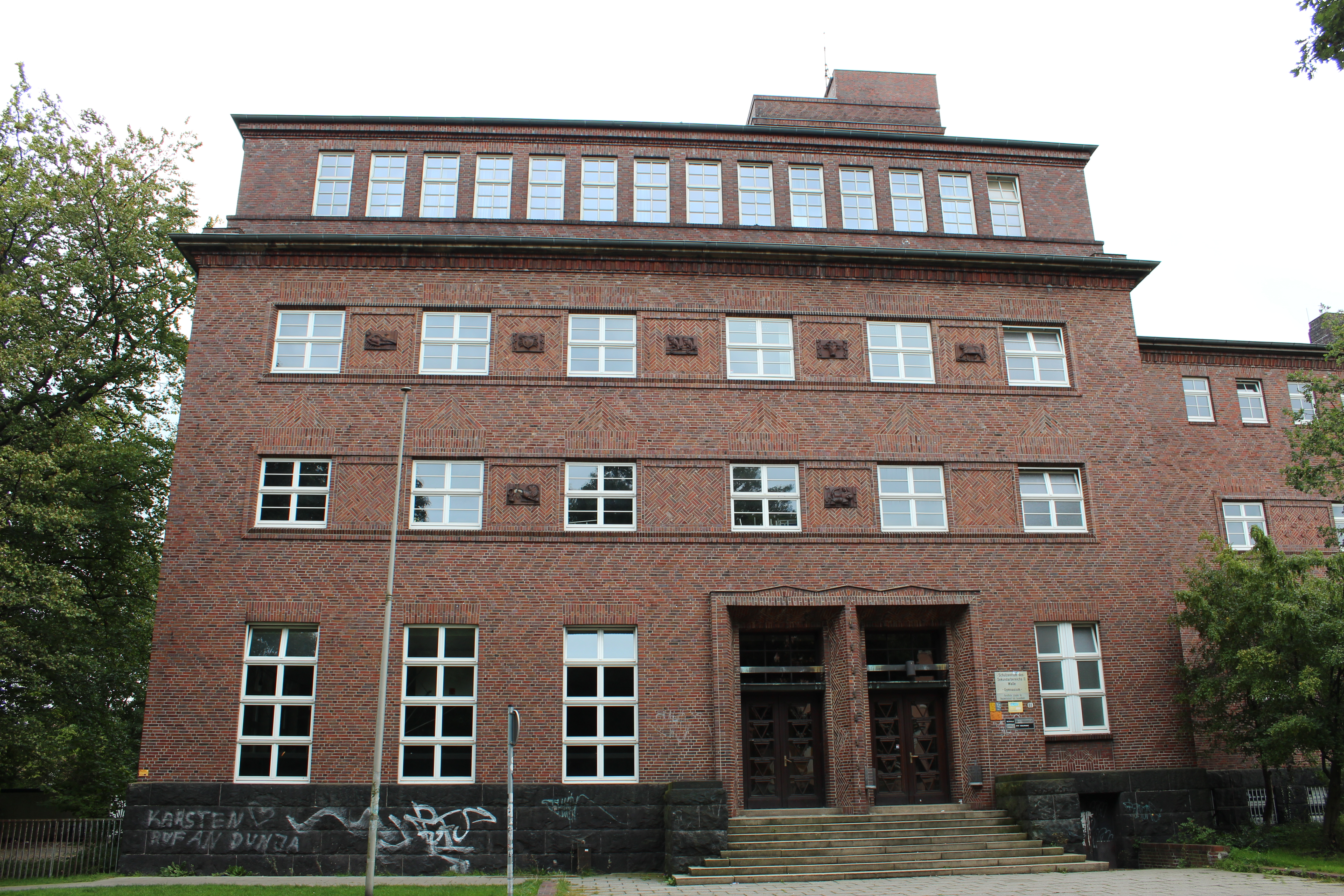
Lyzeum des Westens, 1928, Lange Reihe

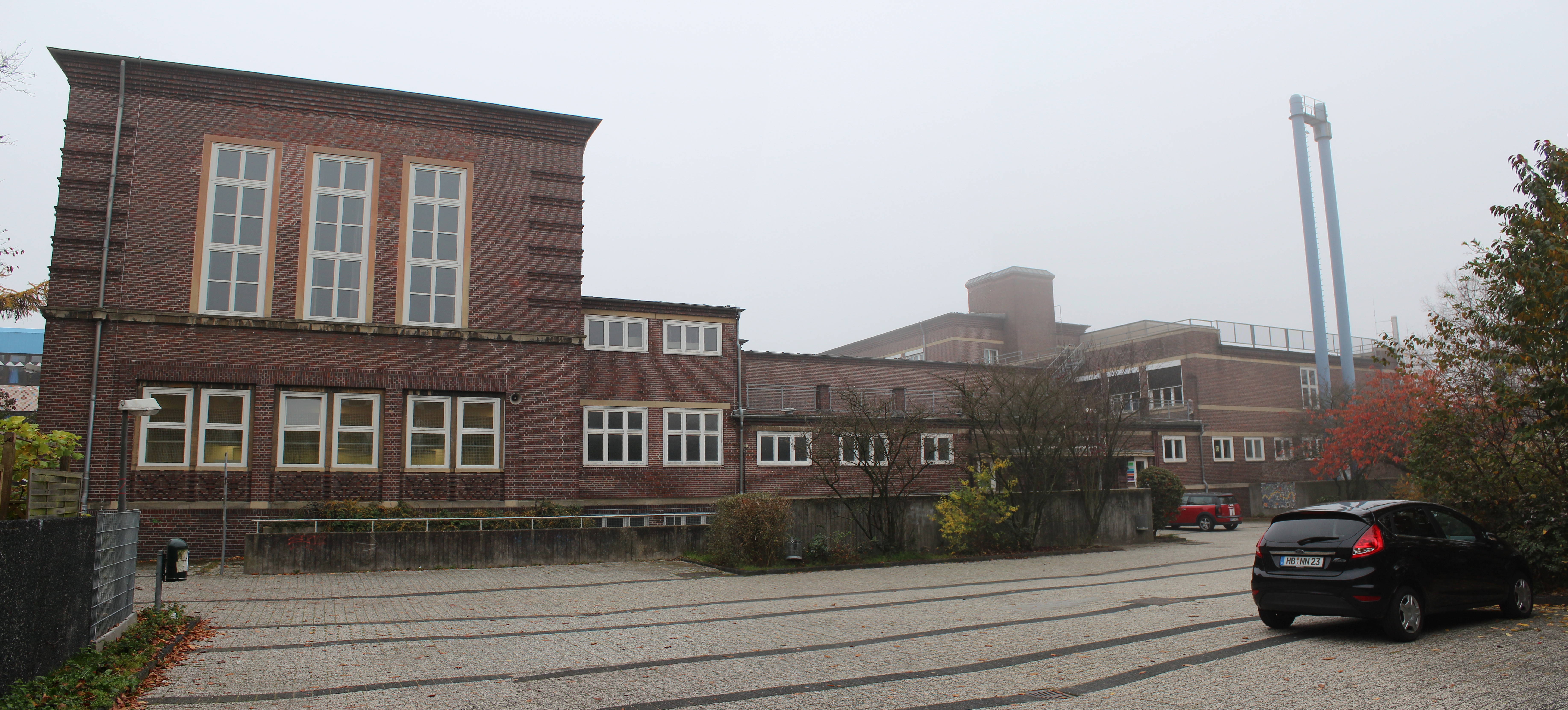
Volksschule Delmestraße, 1931

1922 wurde die Zusammenlegung von verschiedenen Bauämtern durch die Baudeputation beschlossen und u. a. die beiden Hochbauämter zu einem Hochbauamt vereinigt; 9 Stellen wurden dadurch eingespart.

Amtsleiter war Baudirektor Wilhelm Knop.
Hermann Gildemeister war von 1934 bis 1943 als Oberbaurat Leiter des HBA.
Bauten in dieser Zeit:
Knop und Fritsche planten u. a.: Volksschule Stader Straße in der Östlichen Vorstadt (1921).

Ohnesorge, Öhring und Johannes Ernst Windrath planten: Lyzeum des Westens, Lange Reihe (1929). Ohnesorge entwarf auch die Kaserne Roter Sand in Bremerhaven (1925/26).

### Nach 1945

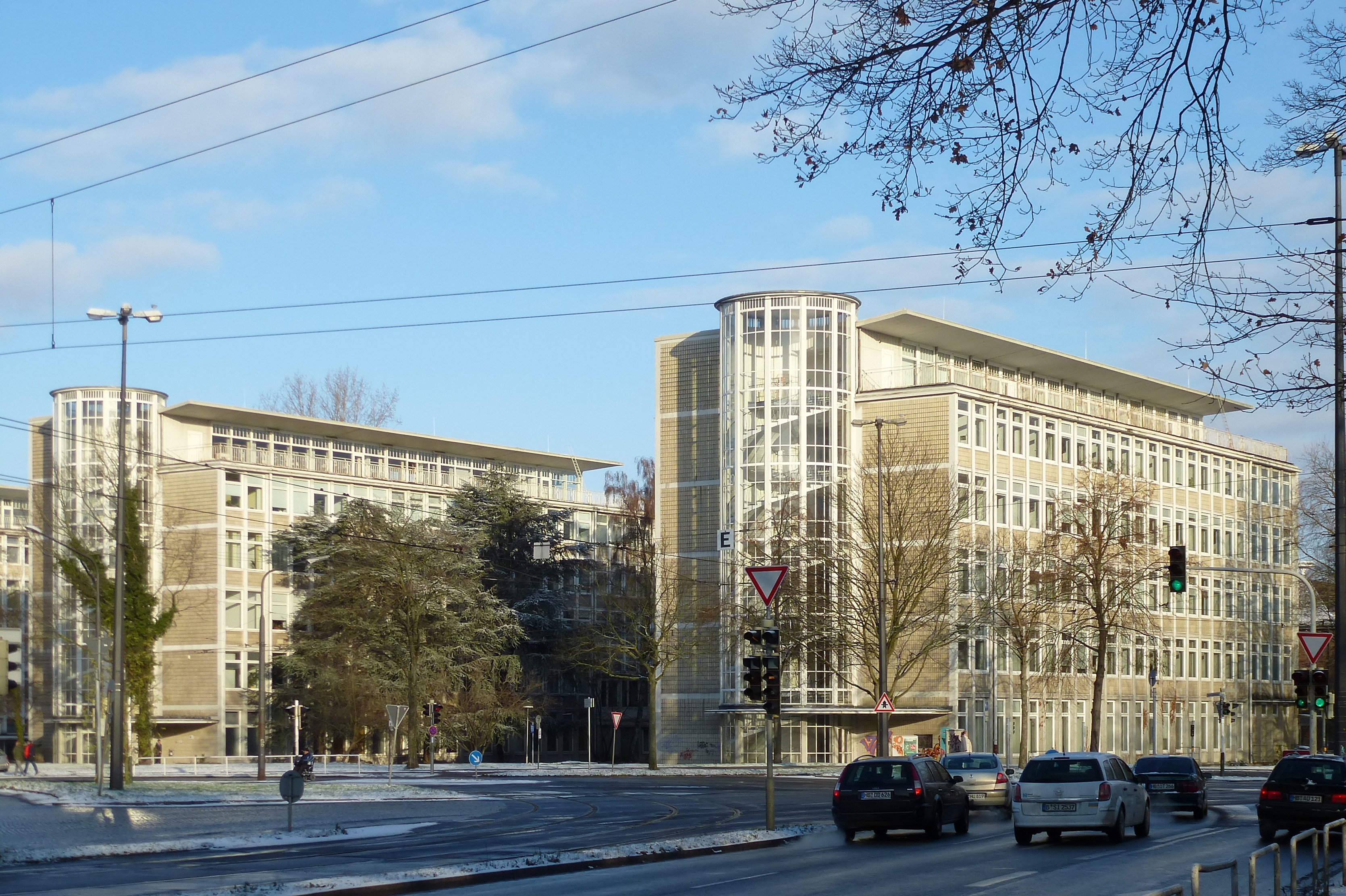
Berufsbildungszentrum Bremen, 1954

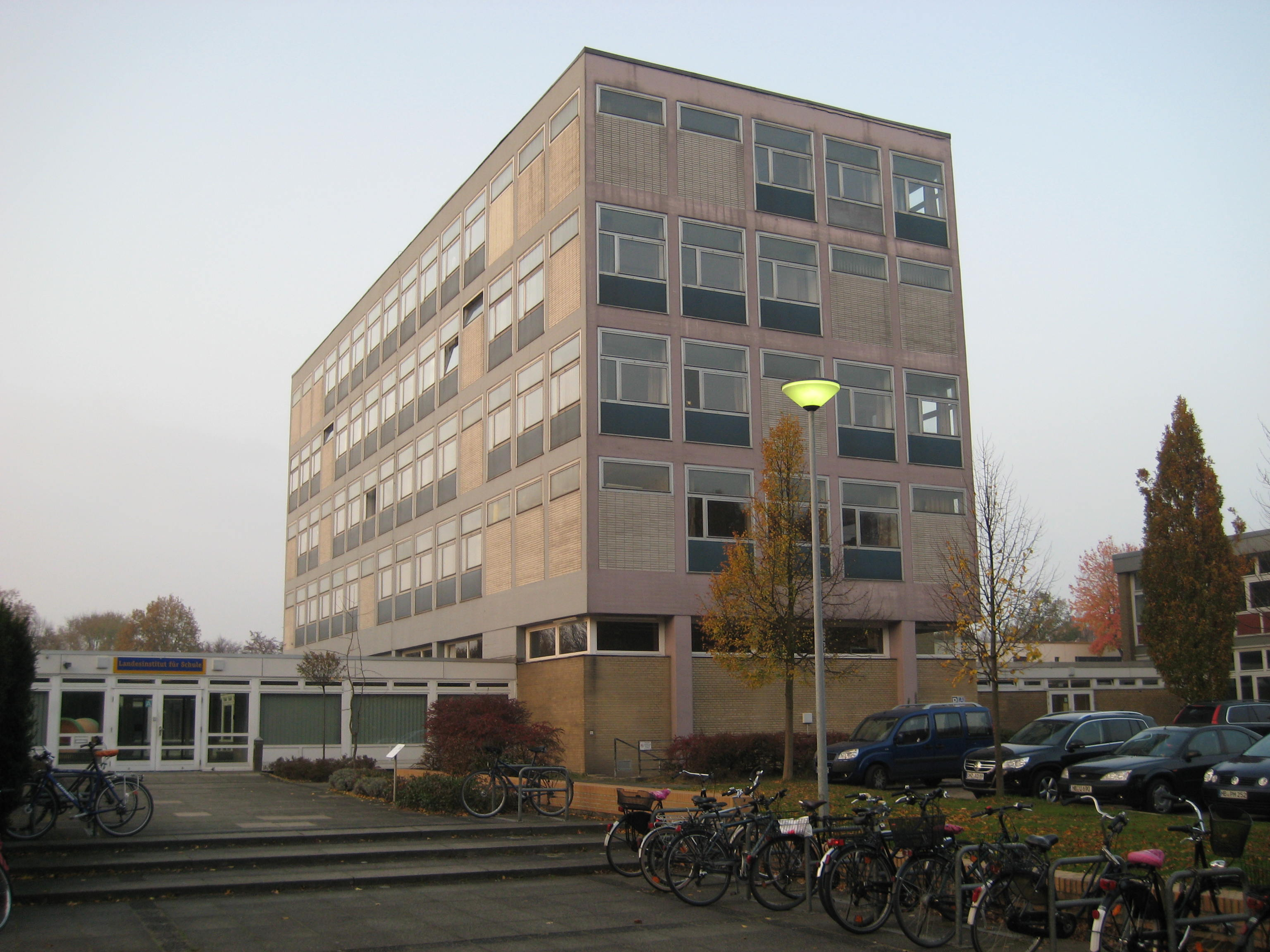
Fachschule Am Weidedamm 20, 1966

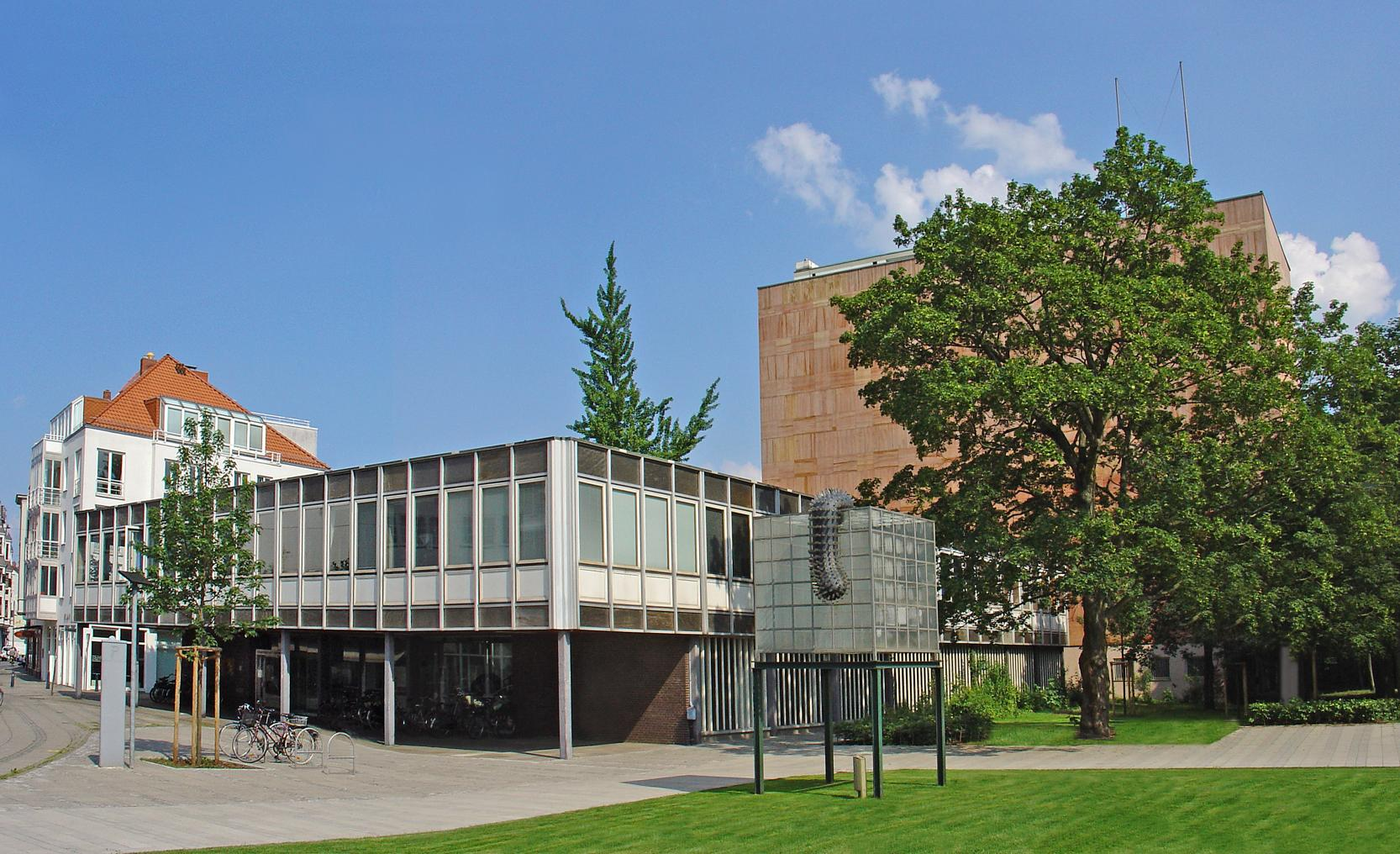
Staatsarchiv Bremen, 1968

Der Wiederaufbau vom kriegszerstörten Bremen war die prägenden Aufgaben des HBA. Vor allem die Schulen mussten saniert und gebaut werden.
Commichau und Krajewski und waren ab 1947 bzw. 1950 die prägenden Architekten im HBA.

Werner Commichau war als Oberbaurat von 1947 bis 1955 Leiter des HBA und er plante diverse Schulen u. a. die an der Lothringer Straße in Schwachhausen und den Wiederaufbau vom Theater am Goetheplatz (1948–1955). Er verließ Bremen und wurde Baudirektor in Aachen.

Hans Krajewski entwarf 1952/54 u. a. als Baurat das Berufsbildungszentrum Bremen (BBZ) als Berufsschule im Zentrum von Bremen. Er plante Volksschulen am Baumschulenweg in Schwachhausen, in Grolland (Schule Grolland), Habenhausen, am Pulverberg in Oslebshausen, in Rablinghausen und am Stackkamp in Hemelingen sowie das Jugendheim Walle. Er wurde 1955 Stadtbaurat von Leverkusen.

Karl Danielsen war vom Dezember 1956 bis zum Juli 1974 als Baudirektor Leiter des HBA.

Hauptsitz des Amtes war bis in die 1990er Jahre das Finke-Hochhaus an der Hutfilterstraße in der Bremer Altstadt.
Ludwig Almstadt, seit 1960 Architekt und dann Abteilungsleiter sowie von 1974 bis 1987 als Baudirektor bzw. Leitender Baudirektor Amtsleiter des HBA. Viele Schulbauten (Admiralstraße, Parsevalstraße, Valckenburghstraße, Am Weidedamm, Ronzelenstraße, Vorkampsweg, Walle) und Kindergärten (u. a. Am Nonnenber, Am Wandrahm) in Bremen hat er entworfen.

Oberbaurat Alfred Meister plante u. a. das Staatsarchiv Bremen am Kennedyplatz (1968)

Oberbaurat Rolf Hönnecke plante in den 1970/80er Jahren als Abteilungsleiter u. a. Teile der Gesamtschule West (Lissaer Straße), die Jugendstrafanstalt Bremen im Blockland und das Schulzentrum Kattenturm (heute Gymnasium Links der Weser, Alfred-Faust-Str.).

Oberbaurat Karl-Dieter Lambrecht (um ab 1988 Finanzpräsident und Bauabteilungsleiter bei der Oberfinanzdirektion Bremen) und Oberbaurat Joachim Pauli wirkten als Abteilungsleiter der Bau- und Planungsabteilungen.

### Universitätsbauamt

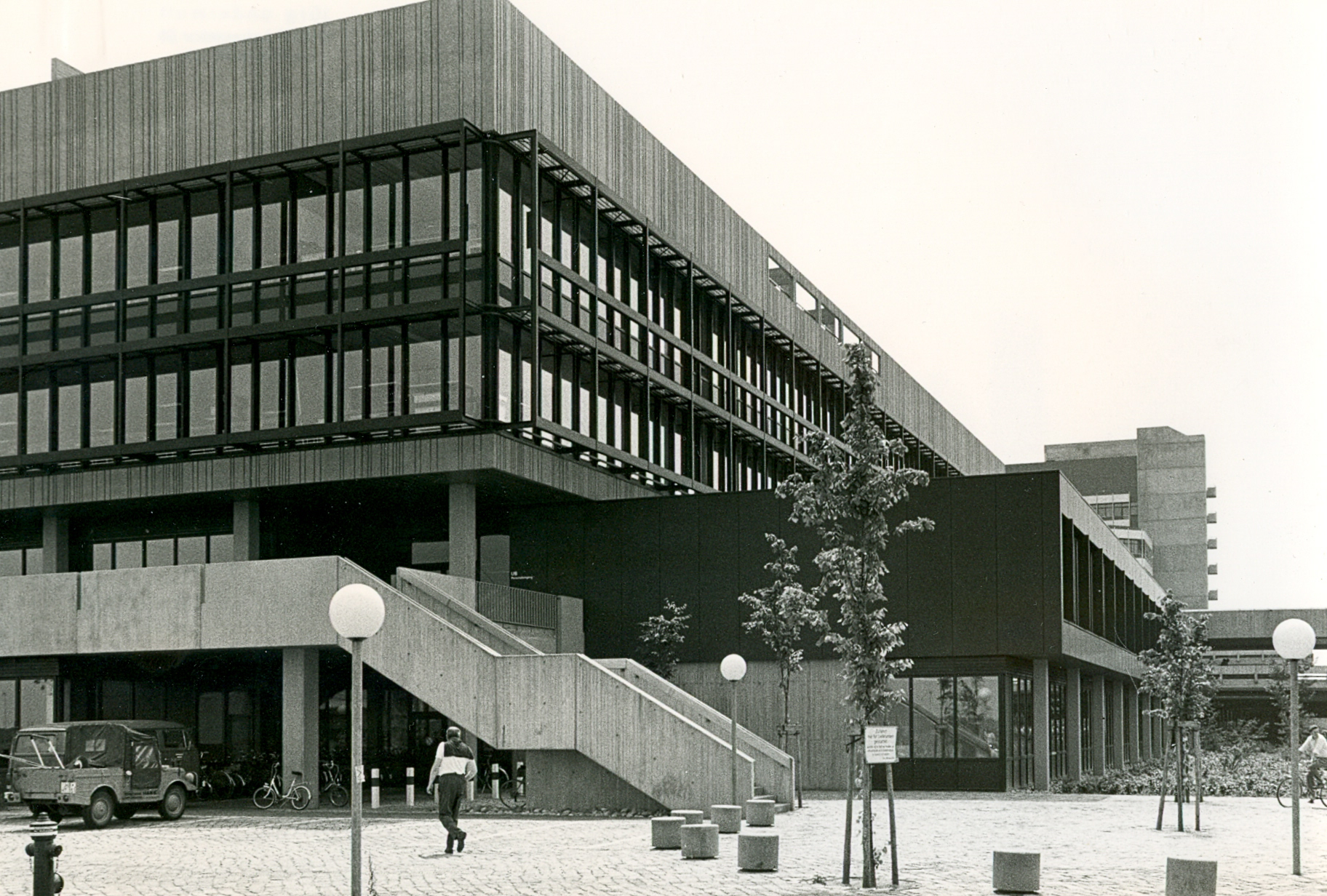
Universitätsbibliothek, 1974

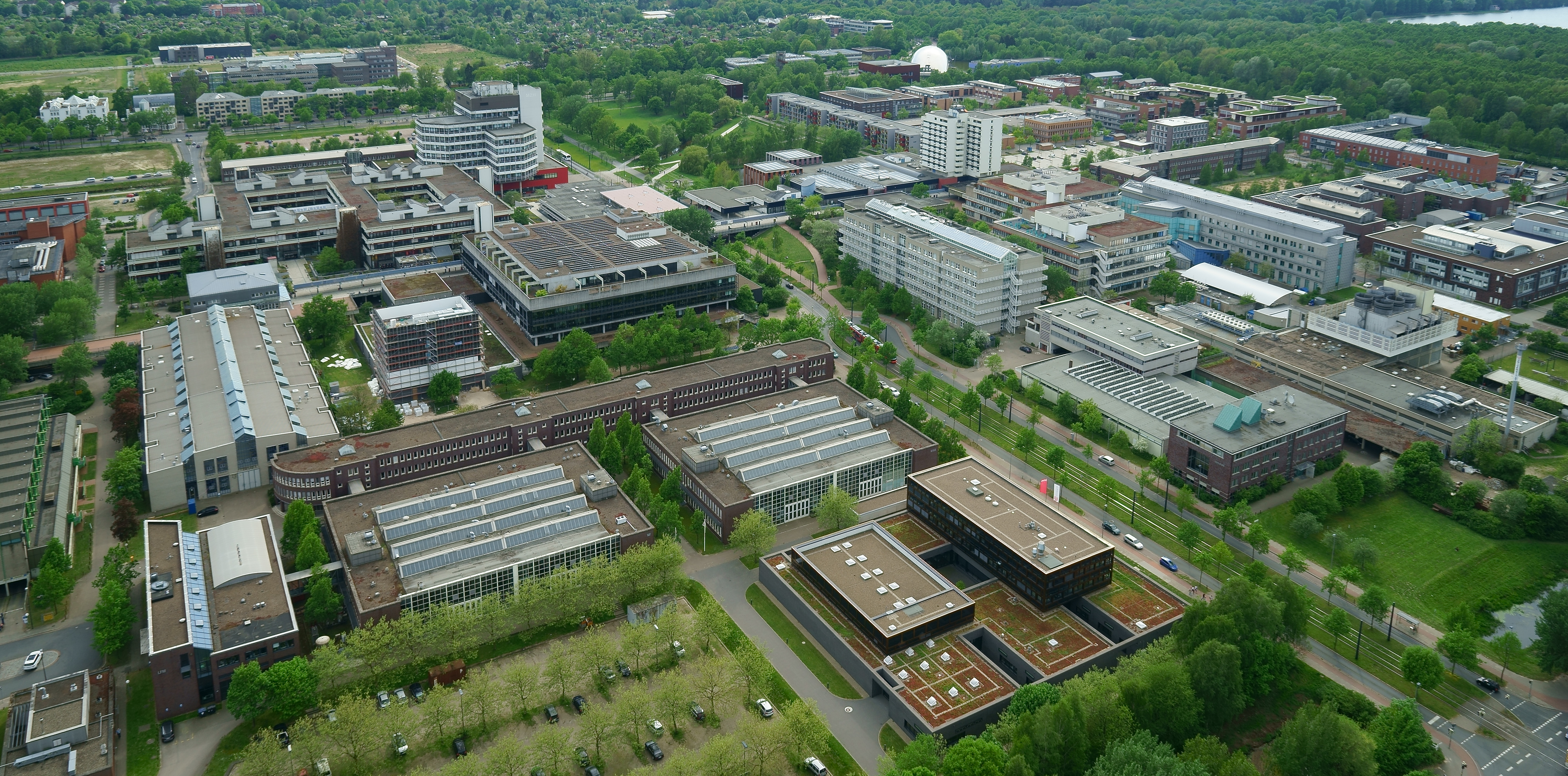
Universität Bremen, zentraler Bereich

1965 wurde für den Bau der Universität Bremen das Universitätsbauamt Bremen (UBA) neu gegründet mit Sitz Marcusallee 2/4. Es hatte später maximal um die 120 Mitarbeiter.

Otto Freese war von 1965 bis 1976 als Leitender Baudirektor Amtsleiter des UBA; später Hochschulbauamt Bremen (HSBA). Unter seiner Federführung entstanden seit 1968 die ersten Bauten: GW 1 (Typenbau aus Freiburg), GW 2 (AG Glade, Müller, Schmidt; Bremen), NW 1 (Typenbau aus Dortmund), NW 2 (Lange, Sosa; Bremen), Universitätsbibliothek (Kaiser, Kutzki, Bremen), Zentralbereich und Mensa (Büro Poppe, Rudel, Wolff; Freiburg), Energiezentrale (Budde; Bremen), Zentrales Mehrzweckhochhaus (MZH) (Henn; Braunschweig), Sportbauten (AG me di um; Hamburg). Freese wurde 1976 Leiter des Hochbauamtes Hamburg.

### Nach 1979
1979 wurden Hochbauamt und Hochschulbauamt Bremen unter der Leitung von Almstadt (Vertreter Baudirektor Manfred Schröder) vereinigt.

Bis 1987 leitete Almstadt das Amt. Beide Ämter hatten 1976 zusammen max. 356 (HBA 250 + HSBA 106) Mitarbeiter und 1985 noch um die 280 Mitarbeiter.

1975 war der bauliche Höhepunkt beider Ämter, die 250 Mio. DM verbaut und 490 Mio. DM an Mitteln bewirtschaftet; 1980 belief sich das Investitionsvolumen bei 150 Mio. DM und 300 Mio. DM wurden bewirtschaftet. Danach nahm die Bautätigkeit ständig ab und 1986 wurden für 73 Bauten 79 Mio. DM aufgewendet.
Das Amt war seit 1979 gegliedert in sieben Abteilungen: Zwei für Neubau und Bauunterhaltung, zwei für Haustechnik und deren Unterhaltung, zwei für Allgemeine und Technische Verwaltung und eine für Grundlagenplanung.

### Wiederholte Umwandlungen
Ab Anfang der 1994 wurde das HBA ein Wirtschaftsbetrieb und dann ein Eigenbetrieb der Stadt. Nach Unternehmensberatungen (McKinsey) Ende der 1990er Jahre wurde daraus der Bremer Baubetrieb (BBB).

Anfang 2002 wurde zusätzlich der Eigenbetrieb Gebäude- und Technik Management (GTM) neu gegründet mit der Aufgabe, die Bauunterhalt für die Gebäude des Bremischen Verwaltungsgrundvermögens durchzuführen. Zeitgleich kam die für den Bundesbau zuständige Abteilung vom Finanzsenator zum Senator für Bau und Umwelt und der BBB führte auch Vorhaben des Bundes durch. Ferner wurde dem BBB die Planungsaufgaben des ehemaligen Eigenbetriebes BREKOM für Nachrichtentechnik (früher Fernmeldetechnisches Amt – FTA) übertragen.

Zum 1. Januar 2004 wurde der BBB wieder aufgelöst. Das Personal vom BBB wurde u. a. zum Gebäude- und Technik Management (GTM), zur Gesellschaft für Bremer Immobilien (GBI) und zur Geoinformation umgesetzt. Zuvor war die Bremer Baumanagement GmbH bereits in der Gesellschaft für Bremer Immobilien mbH (GBI) aufgegangen
Die Eigenbetriebe TechnikManagement Bremen (GTM) gingen zusammen mit Facility Management Bremen GmbH (FMB) und Gesellschaft für Bremer Immobilien mbH (GBI) (früher Liegenschaftsamt Bremen) 2009 in den neu geschaffenes Eigenbetrieb Immobilien Bremen AöR (IB) auf; eine Anstalt des öffentlichen Rechts und zentraler Dienstleister für Bremen.

## Leiter
- Heinrich Flügel, 1874–1899
- Hugo Weber, 1899–192?
- Wilhelm Knop, 1922–1934
- Hermann Gildemeister, 1934–1943
- Werner Commichau, um 1947–1956
- Karl Danielsen, 1956–1974
- Otto Freese, UBA 1965–1976
- Ludwig Almstadt, 1974–1987
- Manfred Schröder, komm. 1987/89
- Helmut Dietrich, 1989–1992
- Falko von Strauß und Torney, 1992–2004